# Parafia św. Wawrzyńca w Żukowie
Parafia pw. Świętego Wawrzyńca w Żukowie – parafia rzymskokatolicka należąca do dekanatu wyszogrodzkiego, diecezji płockiej, metropolii warszawskiej. 

## Miejsca święte

### Kościół parafialny
Kościół pw. św. Zygmunta w Żukowie